# Clearwater (Flórida)
Clearwater é uma cidade localizada no estado americano da Flórida, no condado de Pinellas, do qual é sede. Foi fundada em 1835 e incorporada em 27 de maio de 1915. Faz parte da Área Estatística Metropolitana de Tampa-São Petersburgo-Clearwater (também conhecida como Área da baía de Tampa).

## Geografia
De acordo com o United States Census Bureau, a cidade tem uma área de 101,6 km², onde 66,2 km² estão cobertos por terra e 35,4 km² por água.

## Demografia
Segundo o censo nacional de 2010, a sua população é de 107 685 habitantes e sua densidade populacional é de 1 626,66 hab/km². Possui 59 156 residências, que resulta em uma densidade de 893,59 residências/km².

## Aquário Marinho de Clearwater
o Aquário Marinho de Clearwater (em inglês: Clearwater Marine Aquarium) é um pequeno aquário sem fins lucrativos. Inaugurado em 1972 em Clearwater Beach, o aquário é mais famoso por Winter, o golfinho. Resgatado ainda filhote em 2005, Winter foi um dos primeiros golfinhos a receber uma prótese de cauda depois de perdê-la devido ao emaranhamento em uma armadilha para caranguejos. O aquário também abriga outros golfinhos, lontras, pelicanos, tubarões-lixa e tartarugas, entre várias espécies de peixes e outras formas de vida marinha. O CMA também auxilia em encalhes de animais e outras emergências relacionadas à vida marinha. Os animais encalhados são reabilitados e, se possível, devolvidos à natureza assim que se recuperam completamente. Foi o cenário principal da série de filmes familiares americanos Dolphin Tale e Dolphin Tale 2, que retrata a vida de Winter, o Golfinho e de outros animais marinhos presentes no Aquário.

## Geminações
- Wyong, Nova Gales do Sul, Austrália[5]
- Nagano, Nagano, Japão[6]
- Calamária, Macedónia Central, Grécia[7]